# کلونوو (استان اشوی‌داشکسیه)
کلونوو (به لهستانی: Klonów) یک منطقهٔ مسکونی در لهستان است که در گمینا وانچنا واقع شده‌است. کلونوو ۲۷۰ نفر جمعیت دارد.